# Robin Rienstra
Robin Rienstra (Vianen, 4 maart 1976) is een Nederlands acteur, voice-over en stemacteur. Hij is een zoon van wijlen acteur en zanger Dick Rienstra.

## Levensloop
Tijdens zijn middelbareschooltijd op het St. Bonifatiuscollege speelde Rienstra wekelijks bij het jeugdtheater De Kom in Nieuwegein, waarna hij de acteeropleiding van de Haagse Acteer Studio ging volgen.
Al op 16-jarige leeftijd begint hij met het spelen van kleine rolletjes. Op televisie was Rienstra onder meer te zien in de series 12 steden, 13 ongelukken, Voor hete vuren, Baantjer, Fort Alpha (Bas Ploos), Combat (Robert-Jan Dijkema), Westenwind (Nancy Bosman)  en Goudkust (PK van Nispen). Tot eind 2005 was hij elke doordeweekse dag te zien als Hugo van Walsum in de soap Onderweg naar Morgen. Medio 2006 was hij te zien in de improvisatie-comedy Rauw! in de rol van Dennis. In 2008 speelde hij in het theater de rol van Dr. Bonger in het stuk Vleugellam, geschreven door Josine van Dalsum en geregisseerd door John van de Rest. In 2012 was hij te zien in de politieserie Flikken Maastricht als Pol van de Bergh in de aflevering 'Lief en leed'. In 2014 speelde hij de broer van Menno Kuiper in Goede tijden, slechte tijden.
Rienstra had ook een kleine rol in de Nederlandse vechtfilm Fighting Fish.
Hij is tevens voice-over voor radio- en televisiereclameboodschappen en animatiefilms.